# Catbalogan
Catbalogan est une ville de 2e classe, capitale de la province de Samar aux Philippines.
Selon le recensement de 2010 elle est peuplée de 94 317 habitants.

## Barangays
Catbalogan est divisée en 57 barangays :

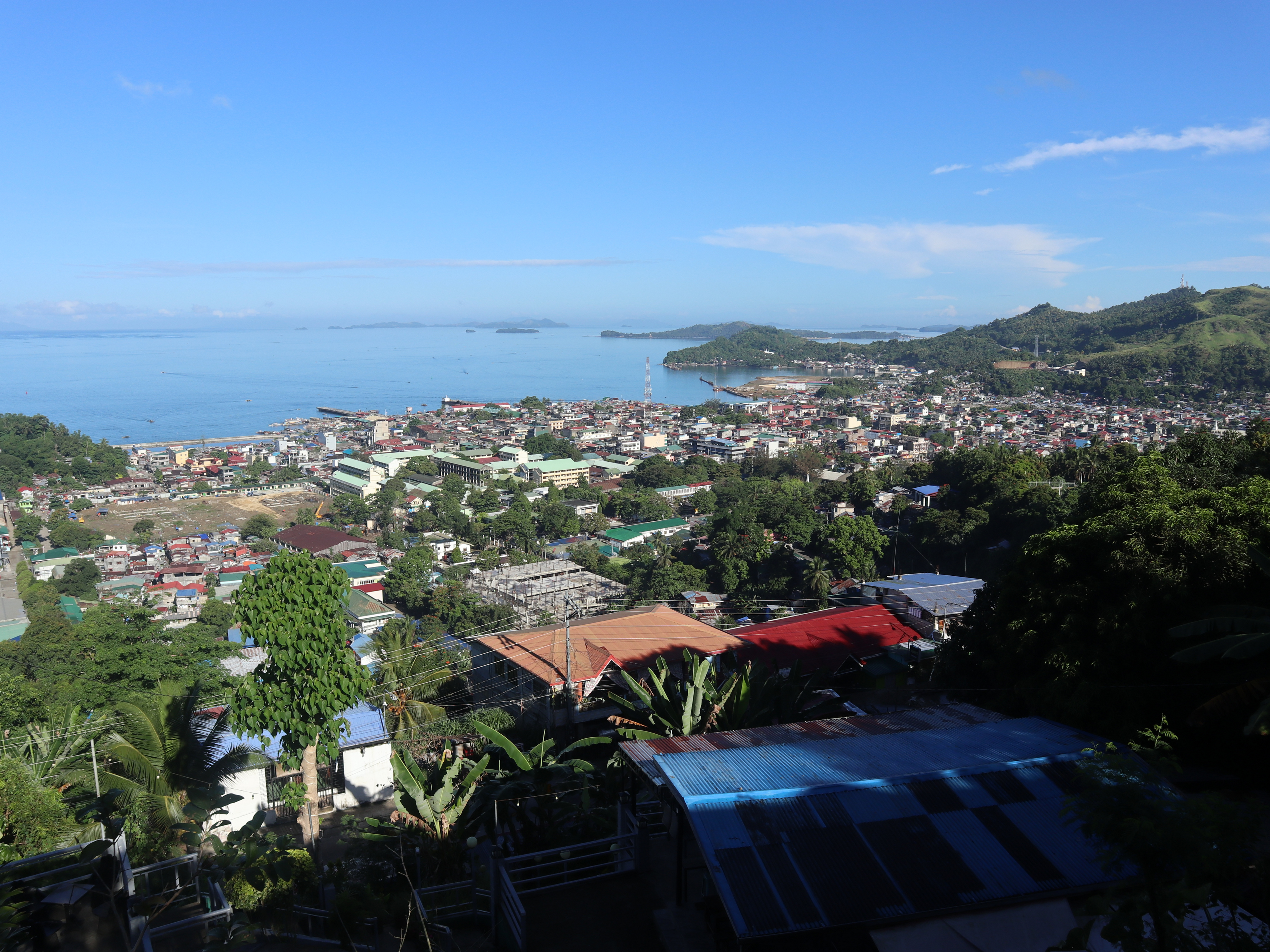
Catbalogan City avec vue depuis Diversion Road, Catbalogan City, Samar

- Albalate
- Bagongon
- Bangon
- Basiao
- Buluan
- Bunuanan
- Cabugawan
- Cagudalo
- Cagusipan
- Cagutian
- Cagutsan
- Canhawan Guti
- Canlapwas
- Cawayan
- Cinco
- Darahuway Daco
- Darahuway Guti
- Estaka
- Guinsorongan
- Iguid
- Lagundi
- Libas
- Lobo
- Manguehay
- Maulong
- Mercedes
- Mombon
- New Mahayag
- Old Mahayag
- Palanyogon
- Pangdan
- Payao
- Poblacion 1
- Poblacion 2
- Poblacion 3
- Poblacion 4
- Poblacion 5
- Poblacion 6
- Poblacion 7
- Poblacion 8
- Poblacion 9
- Poblacion 10
- Poblacion 11
- Poblacion 12
- Poblacion 13
- Muñoz
- Pupua
- Guindapunan
- Rama
- San Andres
- San Pablo
- San Roque
- San Vicente
- Silanga
- Totoringon
- Ibol
- Socorro

## Démographie
| Année | Habitants | Évolution |
| ----- | --------- | --------- |
| 1995  | 76 324    | -         |
| 2000  | 84 180    | 10,29 %   |
| 2007  | 92 454    | 9,83 %    |
| 2010  | 94 317    | 2,02 %    |